# Egipto en los Juegos Olímpicos de Estocolmo 1912
Egipto estuvo representado en los Juegos Olímpicos de Estocolmo 1912 por un deportista masculino que compitió en esgrima.
El equipo olímpico egipcio no obtuvo ninguna medalla en estos Juegos.